# داميون لويس
داميون لويس (بالإنجليزية: Damion Lewis)‏ هو لاعب كرة قدم أمريكي في مركز حراسة المرمى، ولد في 3 يناير 1995 في ميامي في الولايات المتحدة. لعب مع نادي رينو 1868.